# Produção de Sonhos
Produção de Sonhos (em inglês:  Dream Productions) é uma minissérie animada estadunidense produzida pela Pixar Animation Studios para o serviço de streaming Disney+. Desenvolvida e criada por Mike Jones, a série atua como um interquel situado entre os eventos de Inside Out e sua sequência, Inside Out 2. A trama acompanha Paula Persimmon (dublada por Paula Pell), que se une a Xeni (Richard Ayoade) para criar o próximo grande "sonho adolescente". Mike Jones também atuou como showrunner da série.
Jones foi anunciado como criador de uma série baseada em Inside Out pela Pixar em junho de 2023. A série estava sendo produzida simultaneamente com o filme sequência Inside Out 2. Seu título foi revelado em maio de 2024. Nami Melumad compôs a trilha sonora para todos os quatro episódios. A série, composta por quatro episódios, tem uma duração aproximada de 82 minutos.
Produção de Sonhos estreou no Disney+ em 11 de dezembro de 2024.

## Elenco
| Personagem                 | Dublagem original       | Dublagem brasileira  |
| -------------------------- | ----------------------- | -------------------- |
| Paula Persimmon            | Paula Pell              | Cecília Lemes        |
| Kenny "Xeni" Dewberey      | Richard Ayoade          | Marcio Marconato     |
| Jean Dewberry              | Maya Rudolph            | Júlia Ribad          |
| Riley Elphaba Andersen     | Kensington Tallman      | Kandy Kathy Ricci    |
| Janelle Johnson            | Ally Maki               | Giovanna Calegaretti |
| Alegria                    | Amy Poehler             | Miá Mello            |
| Tristeza                   | Phyllis Smith           | Katiuscia Canoro     |
| Raiva                      | Lewis Black             | Leo Jaime            |
| Nojinho                    | Liza Lapira             | Dani Calabresa       |
| Medo                       | Tony Hale               | Otaviano Costa       |
| Riley Andersen Adolescente | Lauren Holt             | Kandy Kathy Ricci    |
| Jill Marie Andersen        | Diane Lane              | Silvia Goiabeira     |
| Bill Andersen              | Kyle MacLachlan         | Cassiano Ávila       |
| Grace                      | Grace Lu                | Bella Chiang         |
| Bree                       | Sumayyah Nuriddin-Green | Lorena Castro        |
| Namorado Canadense         | Noah Bentley            | Gabriel Martins      |

## Episódios
| N.º | Título                            | Dirigido por     | Escrito por | Exibição original      |
| --- | --------------------------------- | ---------------- | ----------- | ---------------------- |
| 1 | "Parte 1: A Equipe dos Sonhos"    | Valerie LaPointe | Mike Jones  | 11 de dezembro de 2024 |
| Paula Persimmon é uma aclamada diretora de sonhos da Dream Productions, na mente de Riley. Quando sua assistente Janelle tenta avisá-la de que está planejando seguir sua própria carreira, Paula está distraída tentando criar um sonho significativo para Riley. Paula decide criar um sonho onde Riley vai ao baile da escola com a aparição do Unicórnio Arco-íris, apesar de Janelle achar que Riley é muito madura para isso. O chefe da Dream Productions, Jean Dewberry, então promove Janelle a nova diretora, para surpresa de Paula. O sonho de Paula começa bem, mas quando o Unicórnio Arco-íris sai de uma grande concha, ele destrói o cenário e devora a câmera de Riley. |                                   |                  |             |                        |
| 2 | "Parte 2: Fora do Corpo"          | Valerie LaPointe | Mike Jones  | 11 de dezembro de 2024 |
| Paula recebe um novo assistente, o sobrinho pretensioso de Jean, Xeni, que acredita que os sonhos de Riley devem ser mais maduros. Paula insiste em fazer as coisas à sua maneira, o que resulta em outro sonho ruim estrelado pelo Unicórnio Arco-íris. As zombarias de Xeni fazem Paula demiti-lo. Enquanto isso, Janelle cria um novo sonho de sucesso e Jean sutilmente avisa Paula de que ela pode ser demitida se não conseguir criar um bom sonho. |                                   |                  |             |                        |
| 3 | "Parte 3: Romance!"               | Austin Madison   | Mike Jones  | 11 de dezembro de 2024 |
| Paula recontrata Xeni e, graças à sua influência, os sonhos que criam envolvendo Riley levando um namorado canadense ("C.B.") para o baile estão indo bem. Jean decide dar a noite toda para a equipe criar um sonho, o que resulta em Paula mais uma vez assumindo o controle. Xeni, determinado, cria outro namorado falso para adicionar drama. Isso resulta em Paula e Xeni sabotando-se mutuamente, lotando o cenário com namorados falsos e perturbando a mente de Riley a ponto dela começar a sonambulismo pela primeira vez em sua vida, fazendo com que a câmera se mova sozinha. Neste estado inconsciente, Riley quase cai das escadas enquanto a câmera quase cai do cenário. Jean, furiosa com o desastre, demite Xeni e o manda trabalhar no café local com Jacob, depois que Paula coloca a culpa nele. Paula, por sua vez, é pressionada a criar outro sonho maduro, mas se não conseguir, será rebaixada para "farturas cerebrais". |                                   |                  |             |                        |
| 4 | "Parte 4: Uma Noite para Lembrar" | Mike Jones       | Mike Jones  | 11 de dezembro de 2024 |
| Por causa do incidente do sonambulismo, Jean começa a assumir o controle dos sonhos de todos, dando aos diretores roteiros bloqueados. Querendo se vingar de Paula, Xeni cria um roteiro falso para um sonho ruim e o coloca na pasta de Paula. Paula decide pedir demissão, acreditando que não conhece Riley. Sentindo-se culpado, Xeni encontra Paula e confessa sua sabotagem, revelando que, como Paula se demitiu, o seu roteiro falso foi realocado para Janelle. Quando Paula tenta avisar Janelle sobre isso, Jean chega e aprova o roteiro de Xeni. Quando Paula, Xeni e Janelle se recusam a dirigir, Jean os demite a todos. Eles conseguem se infiltrar na Dream Productions onde logo removem o filtro de distorção de realidade da câmera para que Riley possa entender que tudo não é real quando o sonho começa a afetá-la, dando a Riley um sonho lúcido. O sonho é transformado em um feliz, e Riley decide ir ao baile com Bree e Grace. Por causa do comportamento de Jean, ela é rebaixada para trabalhar no café com Jacob, Xeni se torna o novo diretor e Paula assume como a nova chefe da Dream Productions. |                                   |                  |             |                        |

## Produção

### Desenvolvimento
Em 16 de junho de 2023, foi noticiado que uma série de televisão de Inside Out (2015) estava sendo desenvolvida pela Pixar para o Disney+; a série foi supostamente criada como parte de um esforço da Disney para aumentar a produção da Pixar. Mike Jones, que anteriormente escreveu Soul (2020) e Luca (2021) para o estúdio, foi escalado para desenvolver a série. A série estava sendo desenvolvida simultaneamente com a sequência do filme original, intitulada Inside Out 2 (2024). Em maio de 2024, a série foi intitulada Dream Productions.
Em agosto de 2024, Jones revelou que seria o produtor executivo da série, além de atuar como diretor ao lado de Valerie LaPointe e Austin Madison, com Jaclyn Simon como produtora, e Jones como showrunner. Paula Pell também foi confirmada para reprisar seu papel como Dream Director do primeiro filme e será a protagonista principal da série. A série foi produzida com um orçamento menor do que a maioria das produções da Pixar, o que Jones comparou à criação de um filme independente dentro da Pixar. Originalmente, a série seria composta por sete episódios, mas o número foi reduzido para quatro devido a cortes no orçamento.

### Roteiro
A série se passa entre os eventos de Inside Out e Inside Out 2. O produtor executivo e diretor de Inside Out, Pete Docter, afirmou que a série explorará "o poder dos sonhos e como eles nos afetam na vida desperta". Jones afirmou que a relação entre Paula e Riley foi inspirada em sua relação com seus filhos e como ele teve que "encontrar uma maneira diferente de se comunicar com eles" à medida que cresceram. Os produtores consultaram o grupo de nove adolescentes que a Pixar reuniu para consultar para Inside Out 2 (chamado "Riley's Crew") para fornecer feedback para a série; o feedback deles fez com que os cineastas aumentassem o aspecto hollywoodiano da série após eles reagirem positivamente a isso.

### Animação
Bert Barry foi o designer de produção da série. Recursos do primeiro filme Inside Out foram reutilizados para Produção de Sonhos. Além disso, houve colaboração com a equipe de Inside Out 2, que compartilhou novos recursos criados para o filme, já que ambas as produções utilizavam o mesmo servidor Perforce como medida de economia. O supervisor de efeitos visuais Bill Wise destacou que o compartilhamento de recursos foi necessário devido ao orçamento limitado da série para criar novos materiais. Ele também mencionou que isso permitiu à equipe reutilizar diversos modelos de personagens do filme. Diversas equipes, como as de arte e de ativos, foram combinadas para otimizar a produção e permitir que os diretores revisassem o material de forma mais eficiente. A equipe de design de cenário, liderada pelo diretor de arte Josh Holtsclaw, visitou vários estúdios, incluindo os backlots da 20th Century Studios e do Walt Disney Studios, para estudar e se inspirar no design do estúdio Dream Productions, incorporando também elementos de São Francisco.

### Música
Em 24 de setembro de 2024, foi revelado que Nami Melumad seria a compositora da série. Melumad foi convidada para apresentar trilhas musicais pela equipe de música da Disney, que a contratou como compositora após a apresentação. Suas trilhas combinavam diferentes estilos musicais para se adequar ao tom da série. O showrunner Mike Jones também sugeriu ideias para a trilha sonora da série. Para as sequências de sonho, Melumad utilizou diversos estilos musicais, como rock dos anos 1980 e músicas infantis, refletindo a diversidade dos sonhos, enquanto a trilha geral da série se inspira no funk, rock e jazz dos anos 1970, destacando o tom humorístico. A intenção era fazer com que a música ajudasse a ambientar o cenário como um estúdio real de Hollywood. A trilha sonora composta por Melumad foi lançada em 20 de dezembro de 2024.
| N.º | Título                                                        | Duração |  |
| 1.  | "The Main Dream"                                              | 0:31    |  |
| 2.  | "Dream Productions"                                           | 1:44    |  |
| 3.  | "This Too Shall Paci"                                         | 1:42    |  |
| 4.  | "We All Dream for Ice Cream"                                  | 0:38    |  |
| 5.  | "The Warehouse of Dreams"                                     | 0:58    |  |
| 6.  | "I Dream of Jean"                                             | 0:43    |  |
| 7.  | "Little Cabin in the Valley"                                  | 0:57    |  |
| 8.  | "It's Mermaid Unicorn"                                        | 1:58    |  |
| 9.  | "Dancing Nightmare"                                           | 0:56    |  |
| 10. | "That's a Wrap"                                               | 2:27    |  |
| 11. | "The Morning After"                                           | 0:51    |  |
| 12. | "To Hell in a Golf Cart"                                      | 0:46    |  |
| 13. | "It's Vintage"                                                | 0:41    |  |
| 14. | "Goth Complex"                                                | 1:06    |  |
| 15. | "A Room with a Review"                                        | 1:40    |  |
| 16. | "Out of Body"                                                 | 1:36    |  |
| 17. | "Chilly Jean Is Not My Mother"                                | 1:49    |  |
| 18. | "My Heart Is an Open Mic"                                     | 1:42    |  |
| 19. | "What's Your Dance"                                           | 1:06    |  |
| 20. | "Call It a Comeback"                                          | 1:30    |  |
| 21. | "Riley or Die"                                                | 1:10    |  |
| 22. | "An Accident Rating to Happen"                                | 0:43    |  |
| 23. | "All the World's a Stage Worker"                              | 1:14    |  |
| 24. | "Dream Date"                                                  | 1:28    |  |
| 25. | "Sleepwalk the Line"                                          | 2:55    |  |
| 26. | "Demotion Sickness"                                           | 2:50    |  |
| 27. | "A Line in the Sandwich"                                      | 0:54    |  |
| 28. | "A Star Is Drawn"                                             | 0:36    |  |
| 29. | "Saboteur of Duty"                                            | 1:22    |  |
| 30. | "Thus Passeth Paci"                                           | 0:41    |  |
| 31. | "Dis-Dressed Out"                                             | 1:10    |  |
| 32. | "Script Monster"                                              | 0:44    |  |
| 33. | "What Teens Want"                                             | 0:55    |  |
| 34. | "The Strife of Riley"                                         | 1:07    |  |
| 35. | "There's No I in Dream"                                       | 0:33    |  |
| 36. | "Carousel of Nightmares"                                      | 1:57    |  |
| 37. | "Lucidity"                                                    | 3:00    |  |
| 38. | "Boom Go the Speakers" (Interpretada por Animatics)           | 2:37    |  |
| 39. | "Happy Go Riley"                                              | 1:16    |  |
| 40. | "New Management"                                              | 0:44    |  |
| 41. | "Sweeter (When You're Dancing)" (Interpretada por Lily Elise) | 2:57    |  |
| 42. | "Dream on Ends"                                               | 2:48    |  |

## Lançamento
Os quatro episódios de Produção de Sonhos foram lançados no Disney+ em 11 de dezembro de 2024. Originalmente, a série estava programada para ser lançada na primavera de 2025, mas a data foi antecipada, trocando de lugar com a série de televisão da Pixar Win or Lose.

## Recepção

### Audiência
A Disney anunciou que o primeiro episódio de Produção de Sonhos registrou 5,6 milhões de visualizações em todo o mundo nos primeiros cinco dias, sendo a maior estreia de uma série animada no Disney+ desde What If...? em 2021.

### Resposta crítica
O agregador de críticas Rotten Tomatoes registrou uma aprovação de 78%, com uma nota média de 6,5/10 baseada em 18 avaliações de críticos. O Metacritic, que usa uma média ponderada, atribuiu uma pontuação de 67 de 100, baseada em 14 críticas, indicando "críticas geralmente favoráveis".

### Prêmios e indicações
| Prêmio                           | Data da cerimônia       | Categoria                                                               | Indicado(s)                                                                                    | Resultado | Ref.   |
| -------------------------------- | ----------------------- | ----------------------------------------------------------------------- | ---------------------------------------------------------------------------------------------- | --------- | ------ |
| Annie Awards                     | 8 de fevereiro de 2025  | Melhor Série Limitada                                                   | "A Night to Remember"                                                                          | Pendente  | [ 25 ] |
| Annie Awards                     | 8 de fevereiro de 2025  | Melhor Conquista em Efeitos Animados para Produção Televisiva/Broadcast | Gary Bruins, Jongwon Pak, Arturo Aguilar, Alan Browning e Alen Lai (por "A Night to Remember") | Pendente  | [ 25 ] |
| Annie Awards                     | 8 de fevereiro de 2025  | Melhor Animação de Personagens para Produção Televisiva/Broadcast       | Travis Hathaway (por "The Dream Team", "Out of Body" e "Romance!")                             | Pendente  | [ 25 ] |
| Annie Awards                     | 8 de fevereiro de 2025  | Melhor Design de Personagens para Produção Televisiva/Broadcast         | Grant Alexander (por "A Night to Remember")                                                    | Pendente  | [ 25 ] |
| Annie Awards                     | 8 de fevereiro de 2025  | Melhor Design de Produção para Produção Televisiva/Broadcast            | Bert Berry e Josh Holtsclaw (por "The Dream Team")                                             | Pendente  | [ 25 ] |
| Annie Awards                     | 8 de fevereiro de 2025  | Melhor Atuação de Voz em Produção Televisiva/Broadcast                  | Paula Pell (por "Out of Body")                                                                 | Pendente  | [ 25 ] |
| Society of Composers & Lyricists | 12 de fevereiro de 2025 | Melhor Sequência de Título Original para Produção Televisiva            | Nami Melumad                                                                                   | Pendente  | [ 26 ] |